# Space Flyer Unit
Space Flyer Unit o SFU (宇宙実験・観測フリーフライヤ, Uchū Jikken-Kansoku Free Flyer, en japonés) fue un satélite artificial japonés lanzado el 18 de marzo de 1995 mediante un cohete H-2 desde el Centro Espacial de Tanegashima y recuperado el 13 de enero de 1996 por el transbordador espacial Endeavour durante la misión STS-72.
SFU llevaba varios experimentos de materiales, astronómicos y biológicos.

## Experimentos
- Infrared Telescope in Space (IRTS): se trataba de un telescopio para observar en el infrarrojo. Llevaba un sistema de refrigeración mediante helio superfluido.
- 2D Array: se trataba de un experimento de despliegue de estructuras en el espacio.
- HVSA: paneles solares experimentales
- SPDP (Space Plasma Diagnostic Package)
- EPEX: experimento relacionado con la creación y control de propelente en el espacio.
- MEX: software para probar y controlar los efectos de varios tipos de líquido en el espacial.
- BIO